# Костюшко (дворянский род)
Костю́шко (бел. Касцю́шкі, пол. Kościuszko) — белорусский шляхетский род герба Рох III.
Первым известным в ВКЛ представителем рода был Федор. Его сын Константин (Костюшко), дьяк великокняжеской канцелярии, в 1509 году получил от Сигизмунда I Старого имение Сехновичи, от названия которого род иногда назывался Костюшко-Сехновицкие.
Сыновья Константина (Костюшко) Иван (?-1571) и Федор дали начало двум ветвям рода: Ивановичей (старшей) и Федоровичей (младшей). В 1561 году братья разделили Сехновичи.

## Известные представители

### Первые известные представители
- Димитр — дальний предок этого рода, как писал Войцицкий. Димитр и его жена Аксена, урожденная Гимбот, получили право использовать красный воск для печатей от великого князя литовского Витовта в 1396 году. Помимо княжеских семей эта привилегия, по-видимому, была доступна только Гаштольдам, поэтому есть сомнения, что предки Костюшко также пользовались такой исключительной привилегией, тем более что известные документы не оставили никаких следов ни Димитра, ни его жены[4].
- Федор (умер до 1509) — основатель рода[1]. Род упоминается с 1458 года, когда имение Сехновичи с двумя деревнями король Казимир IV подарил Фёдору[4].
- Константин (Костюшко) (умер до 1561) — сын Федора. В 1528 боярин Константин — судья и городничий каменецкий, выставлял в войска 3-х конников. Был женат на княжне Анне Гольшанской[1].

Его очень уважали Александр Ягеллон и Сигизмунд I, причём последний наделил его правом пользоваться гербом «Рох III», за особые заслуги он ласково называл его «Костюшко», отсюда и пошло название рода.

### Представители ветви Ивановичей
- Ян (?-до 1715) — войский червоногородский.
- Михал (?-1708) — стольник овручский, войт кобринский и городецкий (1691, 1699, 1703, 1704).
- Антоний (?-до 1756) — капитан войска ВКЛ.
- Павел — писарь гродский, ловчий брестский (1699).
- Мартин — кравчий брестский. Второй раз был женат на Барбаре из Глевских, бабушке Тадеуша Костюшко по отцу[1].

### Представители ветви Федоровичей
- Иван (Ян) Григорьевич (умер во 2-й пол. XVII в.) — земянин, протестант.
- Александр Ян (29.12.1629-1707?) — сын Ивана (Яна), земянин, подсудок брестский, посол сейма, участник выборов короля Яна III Собеского (1674).
- Августин (1664-до 1722) — сын Александра Яна, судья гродский трокский.
- Амброжий Казимир (1667—1722?) — сын Александра Яна, писарь земский брестский, подчаший овручский, войт кобринский и городецкий.
- Фаустин Бенедикт (1672—1755) — сын Александра Яна, подстолий, стражник брестский, хорунжий киевский.
- Франциск (1675—1722) — сын Александра Яна, скарбник волковыский (брестский).
- Ян Непомуцен (ок. 1720-после 1788) — хорунжий киевский, мечник овручский (1764), писарь земский житомирский (1766), советник Барской конфедерации (1769), после поражения которой эмигрировал в Венгрию.
- Людвик Тадеуш (?-1757) — сын Амброжия Казимира, полковник войска ВКЛ, мечник брестский. Был женат на Фекле Ратомской.
- Юзеф (1743—1789) — сын Людвика Тадеуша, обозный брестский (1772), судья Главного трибунала ВКЛ (1766, 1771).
- Анджей Тадеуш Бонавентура (1746—1817) — сын Людвика Тадеуша, организатор одноимённого восстания, последний представитель ветви Фёдоровичей[1].

### Прочие ветви
Прочие ветви рода Костюшко были известны в Гродненском повете, Новогрудском, Минском, Мстиславском (ветвь Костюшко-Валюжиничей), Полоцком воеводствах, Инфлянтах. Из них наиболее известные:
- Адам Казимир (?-до 1729) — мечник и подчаший инфлянтский, староста зельборский, ландгофмейстер и советник Курляндского герцогства.
- Христина — игуменья православного монастыря св. Ильи в Слуцке в середине XVII века.